# Thiersee
Thiersee est une commune autrichienne du district de Kufstein dans le Tyrol qui compte environ 2 844 habitants (1er janvier 2014).

## Géographie
Au regard de la superficie, Thiersee est la 2e municipalité du district de Kufstein et donc encore plus grande que la ville et environs d'Innsbruck. Le point culminant de la commune est le sommet de Sonnwendjoch à 1 986 m d'altitude. Le point le plus bas est à 616 m. Environ 10,36 km2 sont utilisés pour l'agriculture, 15,42 km2 sont des pâturages et 76,16 km2 sont des forêts.
La municipalité comprend 6 localités :
- Almen ;
- Hinterthiersee ;
- Landl ;
- Mitterland ;
- Schmiedtal ;
- Vorderthiersee.

## Histoire
C'est en 1224 que le nom de Thiersee fut prononcé une première fois. Thiersee faisait partie de la Bavière jusqu'en 1504. Pendant la guerre de Succession d'Espagne, qui a eu lieu entre 1702 et 1704, Thiersee a été plusieurs fois pillé et brûlé.
Au début du XXe siècle, Thiersee était surtout une communauté agricole et difficile d'accès. Ce n'est que pendant la Première Guerre mondiale qu'une route a été construite entre Kufstein et Thiersee.

## Économie
Thiersee est dominé par l'agriculture et le tourisme. Du point de vue touristique, un lac pour la baignade et les environs mais également les Jeux de la Passion sont en premier plan et attirent du monde.
Une des plus anciennes entreprises de Thiersee est la Sté Aduis Sàrl, qui a été fondée en 1962 et qui était une menuiserie. Aujourd'hui elle fonctionne toujours encore comme menuiserie/ébénisterie mais s'est agrandie en ventes par correspondance pour du matériel de loisirs créatifs. Elle est actuellement présente dans de nombreux pays européens (Suisse, France, Allemagne, Luxembourg, Pays-Bas, Belgique).